# Bakoma
Bakoma Sp. z o.o. – polska spółka z ograniczoną odpowiedzialnością działająca w sektorze spożywczym.

## Historia
Bakoma została założona w 1989 r. W początkowym okresie swojego istnienia podstawową działalnością spółki była uprawa cebuli i jej przerób na susz, produkcja wytłoków jabłkowych na pektynę oraz zamrażanie owoców i warzyw celem dalszej odsprzedaży – głównie na eksport. W 1992 uruchomiono produkcję jogurtów, które z czasem stały się najważniejszym produktem spółki.
Nazwa Bakoma jest akronimem i pochodzi od imienia i nazwisk: Ba – Barbara Komorowska, Ko – Komorowska (Barbara), – Ma – Mazur (Edward).
Założycielem spółki i głównym akcjonariuszem Bakomy jest Zbigniew Komorowski. Założycielem i akcjonariuszem spółki był również Edward Mazur, który akcje Bakomy sprzedał w 1999 koncernowi Danone za 130 mln złotych. Początkowo działała w formie spółki z ograniczoną odpowiedzialnością. 9 czerwca 1997 została przekształcona w spółkę akcyjną, a w 1998 weszła na giełdę. Jej akcje znajdowały się w publicznym obrocie do 8 maja 2001.
Przez kilka lat udziałowcem Bakomy był koncern Danone. Od stycznia 2007 Bakoma Spółka Akcyjna jest tzw. spółką akcyjną prywatną, w której akcjonariuszami są wyłącznie osoby fizyczne.
Bakoma należy do koncernu spożywczego, w skład którego wchodzą m.in. Polskie Młyny S.A. – młyny w Brzegu, Teresinie i Bydgoszczy – producent mąki szymanowskiej oraz Bioagra S.A. (producent biopaliw).
W latach 1996–1998 Bakoma była sponsorem klubu piłkarskiego Widzew Łódź.